# Alperen Şengün

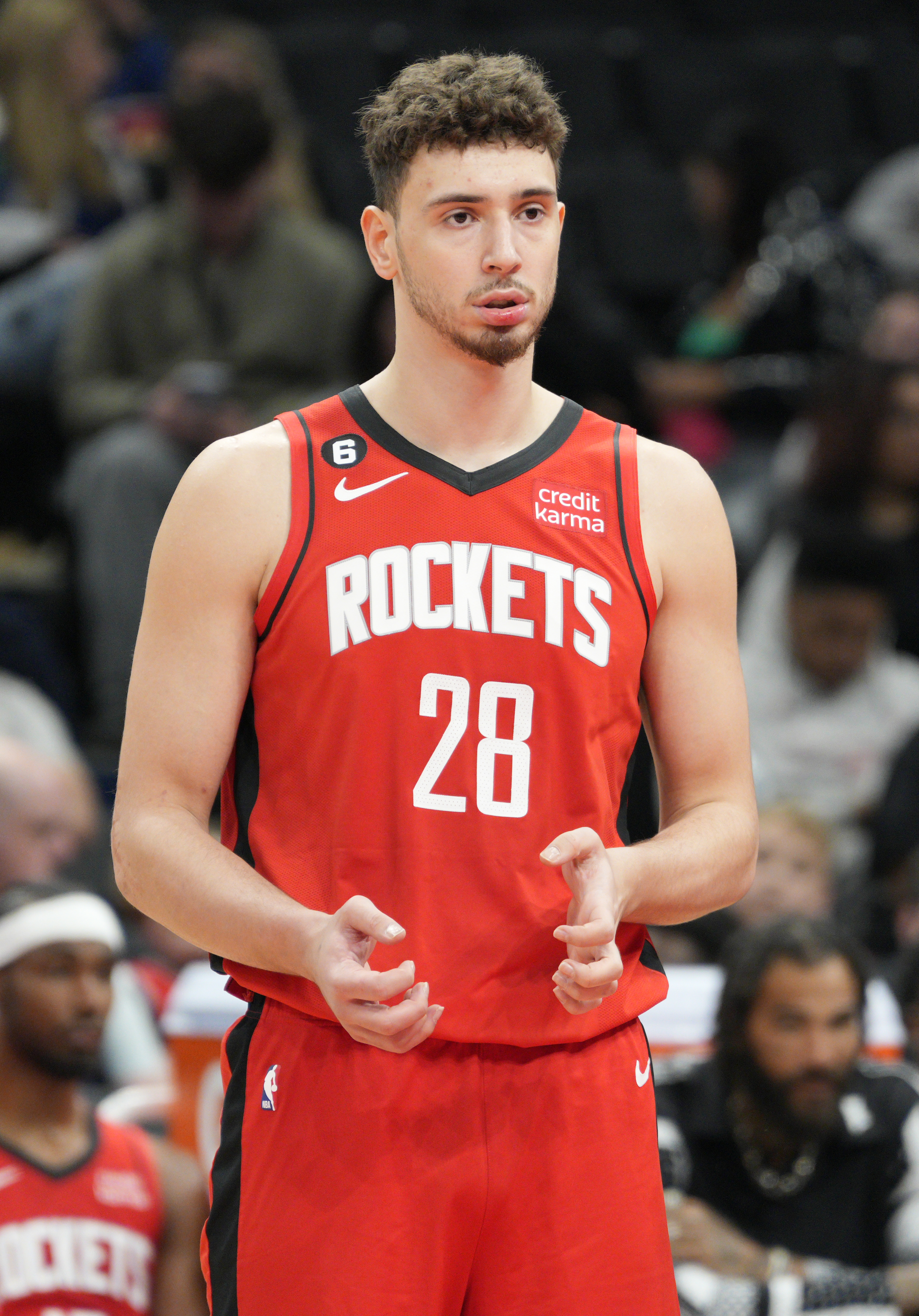
Alperen Şengün, 2023.

Alperen Şengün, född 25 juli 2002 i Giresun, är en turkisk professionell basketspelare (C) som spelar för Houston Rockets i National Basketball Association (NBA).
Han har tidigare spelat som proffs i Turkiet.
Şengün draftades av Oklahoma City Thunder i första rundan i 2021 års draft som 16:e spelare totalt.